# شهرستان پوپووو
شهرستان پوپووو (به بلغاری: Popovo Municipality) یک شهرستان در بلغارستان است که در استان ترگوویشته واقع شده‌است. شهرستان پوپووو ۸۳۳ کیلومتر مربع مساحت و ۳۱٬۴۷۹ نفر جمعیت دارد.

## خواهرخوانده
شهر کمپولون خواهرخواندهٔ شهرستان پوپووو هست.